# هاله ۲۲ درجه‌ای

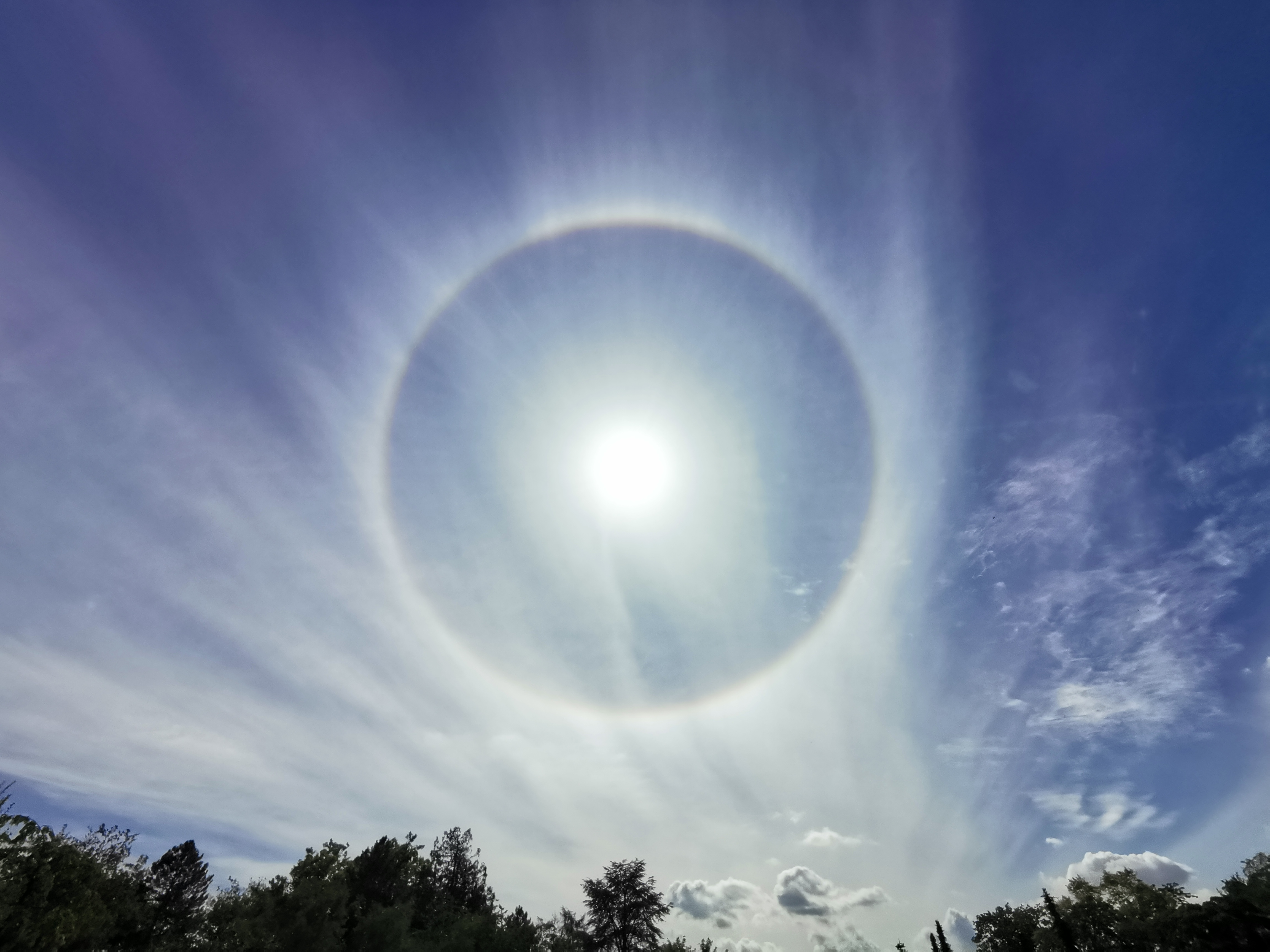
هاله ای ۲۲ درجه‌ای به دور خورشید.

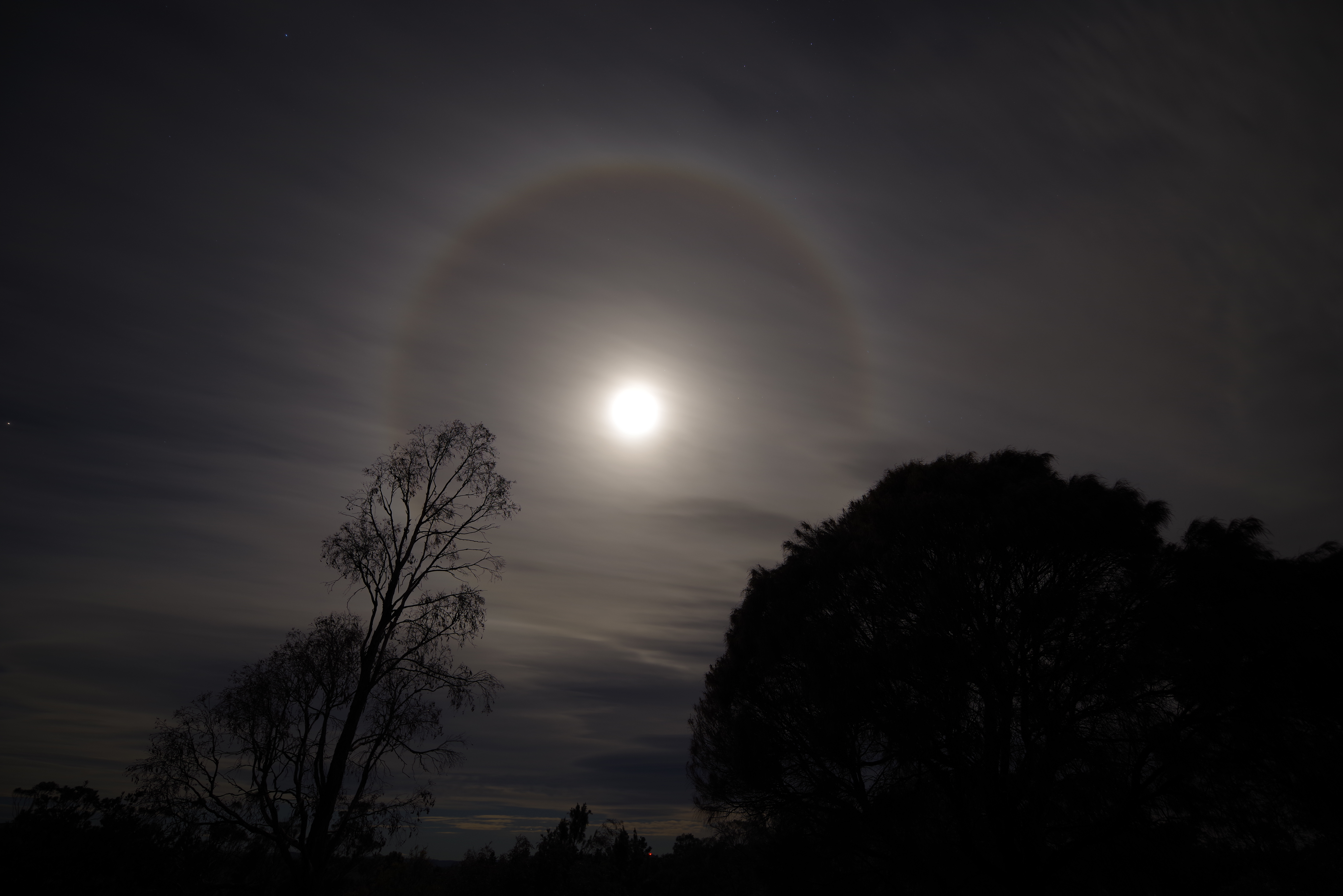
هاله ۲۲ درجه‌ای در اطراف ماه.

هاله ۲۲ درجه‌ای یک پدیده نوری جوی است که از هاله ای با شعاع ظاهری تقریباً ۲۲ درجه در اطراف خورشید یا ماه تشکیل شده‌است. هنگامی که در اطراف ماه قابل مشاهده است، به عنوان حلقه ماه یا هاله زمستانی نیز شناخته می‌شود. این پدیده هنگامی که نور خورشید یا نور ماه توسط میلیون‌ها کریستال یخ شش ضلعی معلق در جو شکسته می‌شود، تشکیل می‌شود. شعاع آن تقریباً به اندازه طول یک دست دراز شده در طول بازو است.

## تشکیل

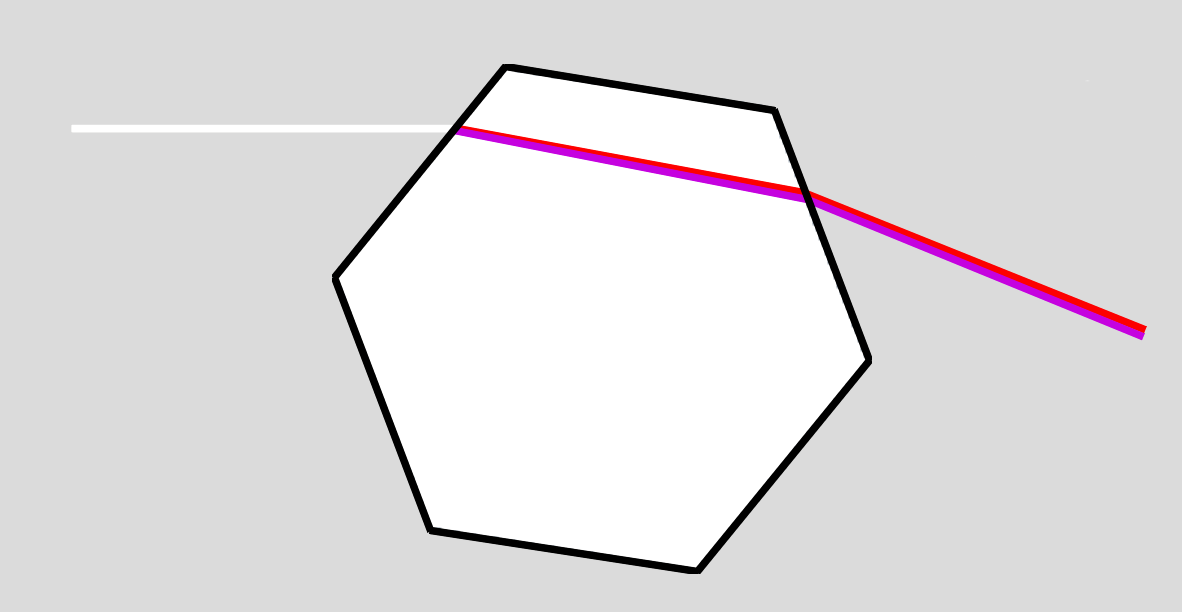
مسیر نور از طریق یک منشور شش ضلعی در زاویه بهینه که منجر به حداقل انحراف می‌شود.

مسیر نور از سمت ابرها به سمت ناظر.

اگرچه این یکی از رایج‌ترین انواع هاله است، شکل دقیق و جهت‌گیری بلورهای یخ مسئول هاله ۲۲ درجه‌ای موضوع بحث است. ستون‌های شش ضلعی و تصادفی معمولاً به عنوان محتمل‌ترین کاندید معرفی می‌شوند، اما این توضیح مشکلاتی را نشان می‌دهد، مانند این واقعیت که خواص آیرودینامیکی چنین کریستال‌هایی باعث می‌شود که آنها به جای به‌جای زاویه‌ای تصادفی، افقی شوند. توضیحات جایگزین شامل درگیری خوشه‌هایی از ستون‌های یخی گلوله ای شکل است.
با عبور نور از زاویه ۶۰ درجه‌ای راس منشورهای یخی شش ضلعی، نور دو بار منحرف می‌شود و در نتیجه زوایای انحرافی از ۲۲ درجه تا ۵۰ درجه ایجاد می‌شود. با توجه به زاویه تابش بر روی منشور یخی شش ضلعی {\displaystyle i} و ضریب شکست داخل منشور {\displaystyle n} ، و سپس زاویه انحراف {\displaystyle \theta } می‌توان از قانون اسنل این استخراج را کرد:
{\displaystyle \theta =i+\sin ^{-1}\left[n\sin \left({\frac {\pi }{3}}-\sin ^{-1}{\frac {\sin i}{n}}\right)\right]-{\frac {\pi }{3}}.}
برای {\displaystyle n} = ۱٫۳۰۹، زاویه حداقل انحراف تقریباً ۲۲ درجه (۲۱٫۷۶ درجه است، زمانی که {\displaystyle i} = ۴۰٫۸۸ درجه باشد). به‌طور دقیق تر، زاویه حداقل انحراف به‌طور متوسط ۲۱٫۸۴ درجه است ({\displaystyle n} = ۱٫۳۱)؛ ۲۱٫۵۴ درجه برای نور قرمز ({\displaystyle n} = ۱٫۳۰۶) و ۲۲٫۳۷ درجه برای نور آبی ({\displaystyle n} = ۱٫۳۱۷). این تغییر وابسته به طول موج در شکست باعث می‌شود که لبه داخلی دایره مایل به قرمز باشد در حالی که لبه بیرونی مایل به آبی است.
بلورهای یخ موجود در ابرها همگی نور را به‌طور مشابه منحرف می‌کنند، اما تنها آنهایی که از حلقه خاص در ۲۲ درجه هستند به تأثیر برای ناظر در فاصله تعیین شده کمک می‌کنند. از آنجایی که هیچ نوری در زوایای کمتر از ۲۲ درجه شکست نمی‌خورد، آسمان در داخل هاله تیره‌تر است.
پدیده دیگری که منجر به حلقه ای به دور خورشید یا ماه می‌شود - و بنابراین گاهی با هاله ۲۲ درجه اشتباه می‌شود - «corona» است. اما برخلاف هاله ۲۲ درجه ای، به جای کریستال‌های یخ توسط قطرات آب تولید می‌شود و بسیار کوچکتر و رنگارنگ تر است.

## رابطه با آب و هوا

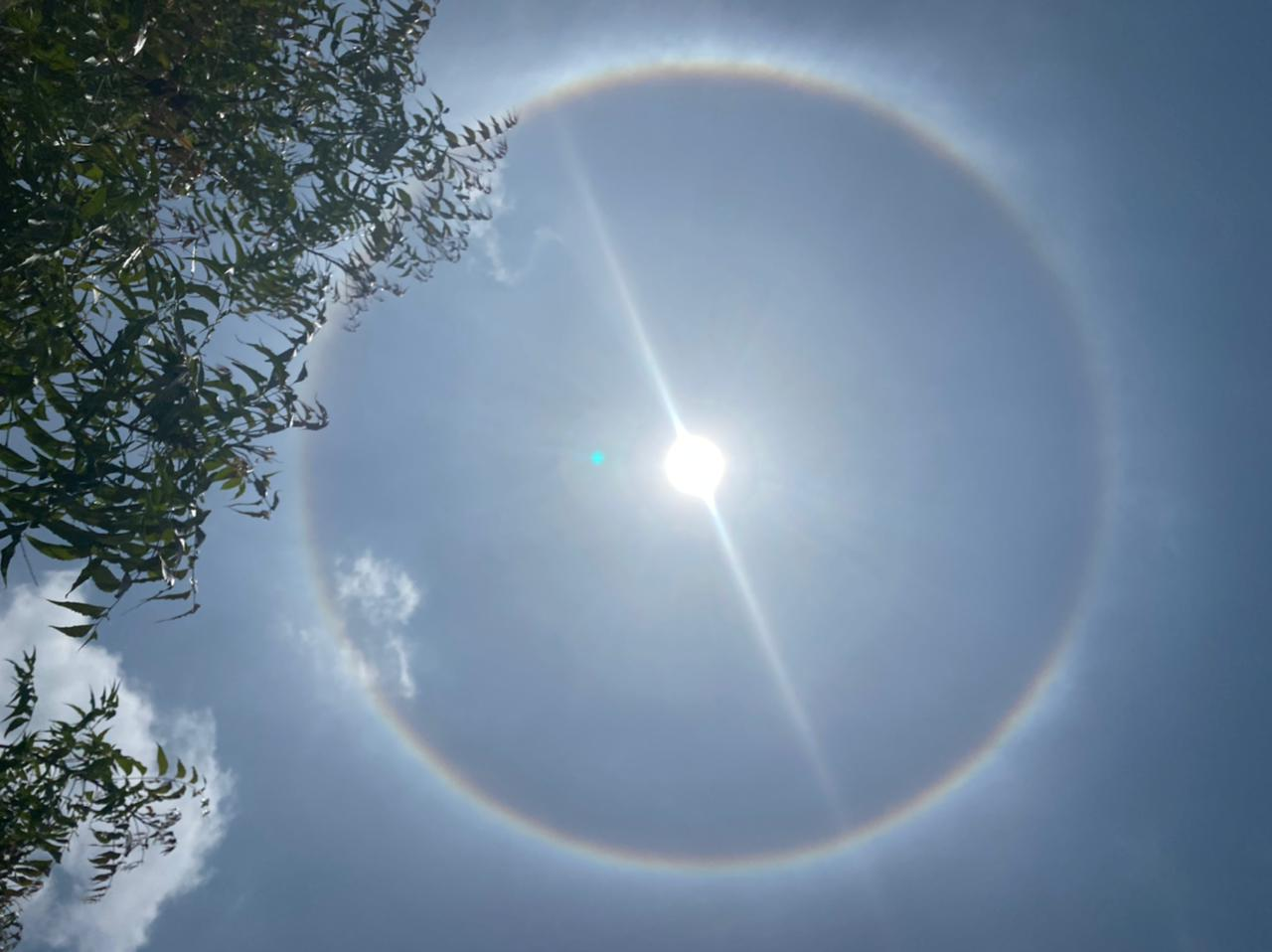
هاله خورشیدی ۲۲ درجه با ابرهای سیروسراتوس بسیار نازک.

در فرهنگ عامه، گفته می‌شود که حلقه‌های ماه در مورد طوفان‌های نزدیک هشدار می‌دهند. مانند دیگر هاله‌های یخی، هاله‌های ۲۲ درجه‌ای زمانی ظاهر می‌شوند که آسمان توسط ابرهای نازک سیروس یا سیروس‌استراتوس که اغلب چند روز قبل از یک جبهه طوفان بزرگ می‌آیند، پوشیده شود. با این حال، همان ابرها می‌توانند بدون هیچ گونه تغییر آب و هوایی مرتبط نیز رخ دهند و هاله ۲۲ درجه‌ای را به عنوان «نشانه ای از آب و هوای بد» غیرقابل اعتماد می‌کنند.

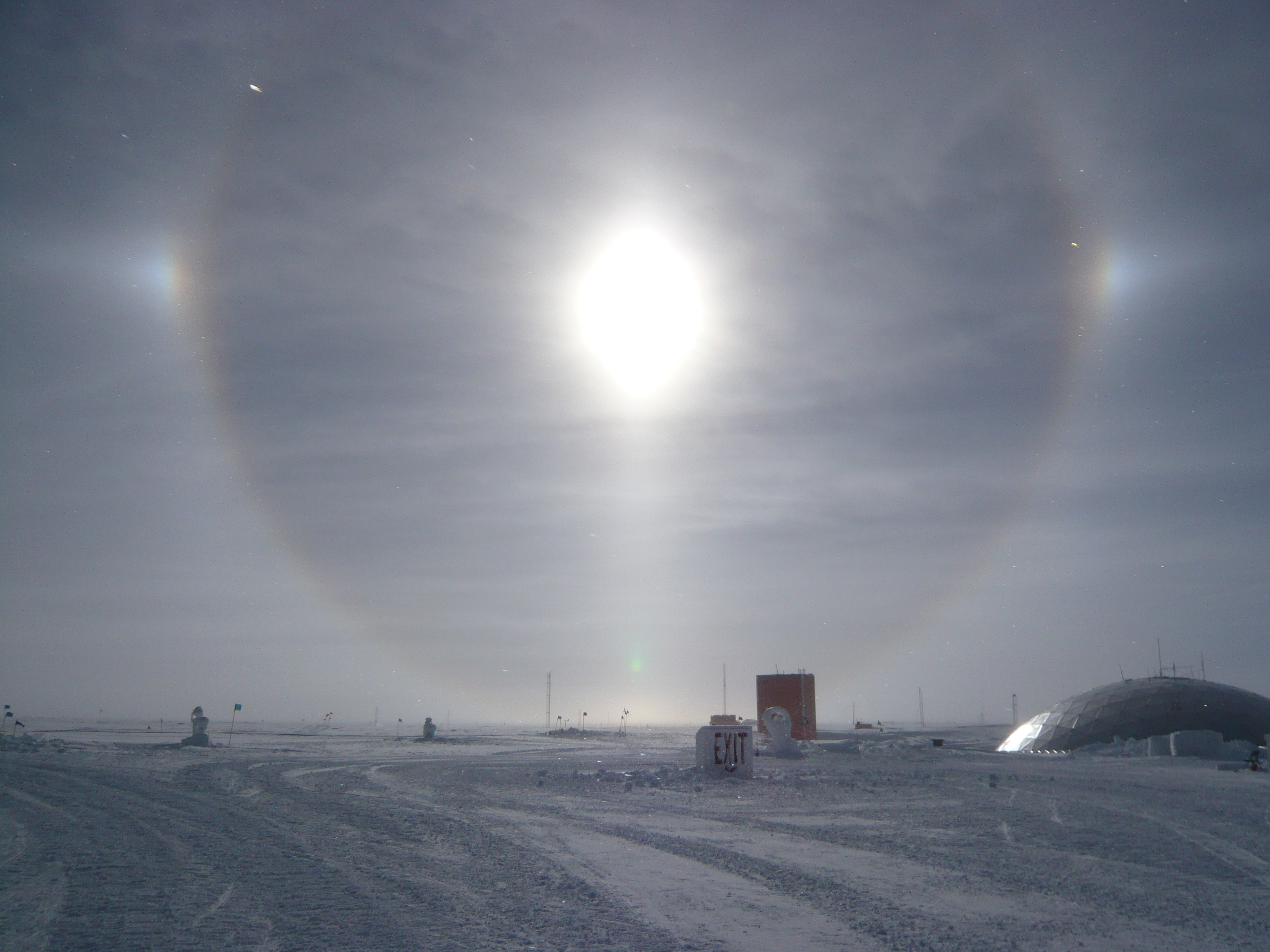
هاله خورشیدی ۲۲ درجه ای با خورشید کاذب و Lower tangent arc